# Établissement public territorial
Een établissement public territorial (EPT) is een bestuurseenheid binnen het gebied van de Métropole du Grand Paris, die deels de rol van de intercommunalité overneemt. In principe kan een établissement public territorial gezien worden als een verzameling communes die een deel van hun bestuurstaken overgedragen hebben aan de EPT.

## Taken
De taken die bij de EPT's worden neergelegd omvatten onder meer de riolering en de afvalwaterzuivering, afvalverwerking, lokale bestemmingsplannen, maar ook de politique de la ville, een term voor het tegengaan van gettovorming.

## Lijst van EPT's

De EPT's binnen het gebied van de Métropôle du Grand Paris.

De elf EPT's (vastgesteld per decreet van 11 december 2015)
| Gebied | Gebied                                                                 | Zetel               | Aantal gemeenten | Gemeentebevolking | Oppervlakte (km2) | Metropolitane raadsleden | Territoriale raadsleden | Voorzitter               | Voorzitter | Voorzitter |
| ------ | ---------------------------------------------------------------------- | ------------------- | ---------------- | ----------------- | ----------------- | ------------------------ | ----------------------- | ------------------------ | ---------- | ---------- |
| T1     | Parijs (Feitelijk geen EPT, maar wordt wel in de nummering meegenomen) | Parijs              | 1                | 2.229.621         | 105,4             | 62                       | 163                     |                          |            |            |
| T2     | Vallée Sud Grand Paris                                                 | Antony              | 11               | 391.305           | 47                | 11                       | 80                      | Jean-Didier Berger       |            | LR         |
| T3     | Grand Paris Seine Ouest                                                | Meudon              | 8                | 311.729           | 36,7              | 10                       | 73                      | Pierre-Christophe Baguet |            | LR         |
| T4     | Paris Ouest La Défense                                                 | Nanterre            | 11               | 561.271           | 59,4              | 14                       | 90                      | Jacques Kossowski        |            | LR         |
| T5     | Boucle Nord de Seine                                                   | Gennevilliers       | 7                | 433.915           | 49,7              | 10                       | 80                      | Nicole Goueta            |            | LR         |
| T6     | Plaine Commune                                                         | Saint-Denis         | 9                | 414.121           | 47,4              | 12                       | 80                      | Patrick Braouezec        |            | FDG        |
| T7     | Paris Terres d'Envol                                                   | Aulnay-sous-Bois    | 8                | 349.004           | 78,1              | 9                        | 72                      | Bruno Beschizza          |            | LR         |
| T8     | Est Ensemble                                                           | Romainville         | 9                | 403.770           | 39,2              | 10                       | 80                      | Gérard Cosme             |            | PS         |
| T9     | Grand Paris - Grand Est                                                | Noisy-le-Grand      | 14               | 385.587           | 71,6              | 14                       | 80                      | Michel Teulet            |            | LR         |
| T10    | Paris-Est-Marne et Bois                                                | Champigny-sur-Marne | 13               | 502.700           | 56,3              | 15                       | 90                      | Jacques J. P. Martin     |            | LR         |
| T11    | Grand Paris Sud Est Avenir                                             | Créteil             | 16               | 305.565           | 99,8              | 17                       | 74                      | Laurent Cathala          |            | PS         |
| T12    | Val de Bièvre - Seine Amont- Grand Orly - Portes de l'Essonne          | Vitry-sur-Seine     | 24               | 679.463           | 123,6             | 25                       | 92                      | Michel Leprêtre          |            | PCF        |